# Cappelle del Sacro Monte di Orta

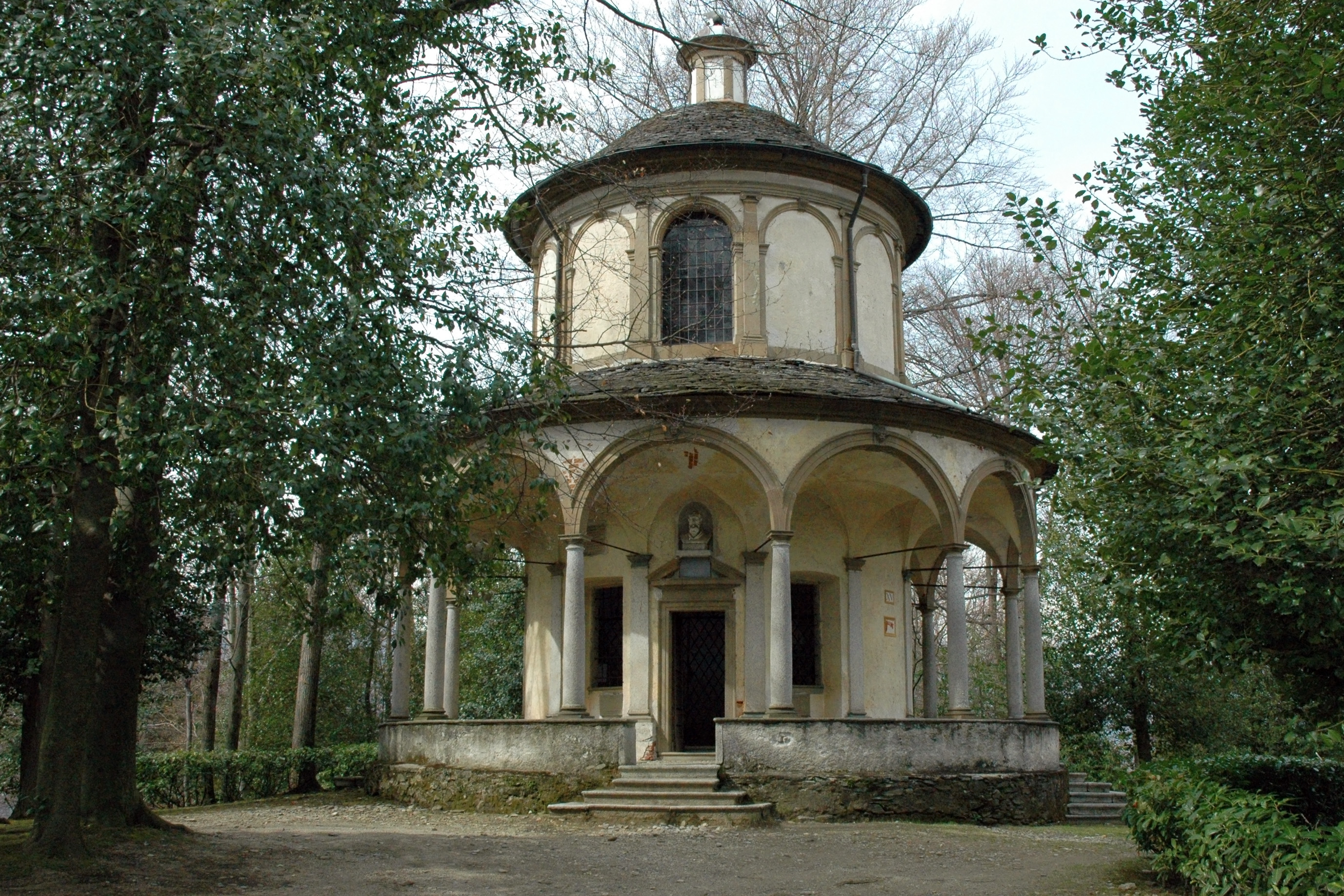
Sacro Monte di Orta, Cappella XV

Il Sacro Monte di Orta fu realizzato a partire dalla fine del Cinquecento per iniziativa dell'abate novarese Amico Canobio. La sua realizzazione venne affidata al padre cappuccino Cleto da Castelletto Ticino, che progettò alcune delle prime cappelle e curò quello che doveva essere il disegno del percorso devozionale nel paesaggio naturale circostante.
Venti sono le cappelle costruite fra il XVII e il XVIII secolo: esse offrono testimonianza  dei diversi successivi stili architettonici, dal tardo Rinascimento al barocco e al rococò. L'ultimo edificio costruito – la cosiddetta Cappella Nuova (che doveva ospitare episodi capaci di evocare il Cantico delle Creature)- fu progettato nel 1788 da G. F. Santini di Lagna, ma non fu mai ultimato. Il percorso devozionale che si snoda per toccare le varie cappelle lungo un itinerario a spirale, culmina con la chiesa di San Nicolao, un edificio romanico completamente ristrutturato nel Seicento ad imitazione della Basilica Inferiore di Assisi.
La realizzazione dell'apparato decorativo delle cappelle ha visto impegnati molti grandi artisti di area piemontese-lombarda quali Giovanni d'Enrico, Cristoforo Prestinari, Dionigi Bussola, il Morazzone, i Fiammenghini e altri.

## Le cappelle
| N              | Immagine della cappella | Soggetto della cappella                                                       | Artisti impegnati | Immagine 1 | Immagine 2 | Altre immagini |
| -------------- | ----------------------- | ----------------------------------------------------------------------------- | --- | ---------- | ---------- | -------------- |
| I              |                         | Nascita di san Francesco                                                      | Statue di Cristoforo Prestinari e bottega; affreschi di Giacomo Filippo Monti                                                                                    |            |            |                |
| II             |                         | Il Crocifisso parla a san Francesco nella chiesa di San Damiano               | Statue di Cristoforo Prestinari e di Dionigi Bussola; affreschi dei fratelli della Rovere detti Fiammenghini                                                     |            |            | Cappella II    |
| III            |                         | Rinuncia di san Francesco ai beni materiali nelle mani del vescovo di Assisi  | Statue di Cristoforo Prestinari; affreschi dei Fiammenghini |            |            |                |
| IV             |                         | Ispirazione di San Francesco alla vita evangelica mentre ascolta messa        | Statue di Cristoforo Prestinari; affreschi attribuiti al pittore oratense Bernardo Filippo Monti                                                                 | -          | -          |                |
| V              |                         | Vestizione dei primi seguaci di san Francesco                                 | Statue di Cristoforo Prestinari; affreschi di Giovanni Battista Fiammenghino                                                                                     |            |            |                |
| VI             |                         | San Francesco invia i primi discepoli a predicare                             | Statue di Cristoforo Prestinari e di Dionigi Bussola; affreschi dei Fiammenghini                                                                                 |            |            |                |
| VII            |                         | Papa Innocenzo III approva la regola francescana                              | Statue di Giovanni d'Enrico e del fratello Francesco, statue di personaggi minori di Dionigi Bussola; affreschi di Antonio Maria Crespi, detto il Bustino        |            |            |                |
| VIII           |                         | San Francesco appare ai frati su un carro di fuoco                            | Statue di Giovanni d'Enrico e del fratello Francesco, la statua lignea del carro è di Bartolomeo Tiberino; affreschi di Cristoforo Martinolio detto il Rocca     |            |            |                |
| IX             |                         | Vestizione di santa Chiara                                                    | Statue di Giovanni d'Enrico e Giacomo Ferro, interventi successivi di Dionigi Bussola; affreschi di attribuzione incerta (forse dei fratelli Nuvolone)           |            |            | Cappella IX    |
| X              |                         | Vittoria di san Francesco sulle tentazioni                                    | Statue di Dionigi Bussola; affreschi dei fratelli Nuvolone |            |            | Cappella X     |
| XI             |                         | San Francesco ottiene da Gesù il privilegio dell'indulgenza della Porziuncola | Statue di Cristoforo Prestinari; affreschi di Pier Francesco Mazzucchelli detto il Morazzone                                                                     |            |            | Cappella XI    |
| XII            |                         | Cristo approva la regola francescana                                          | Statue di Cristoforo Prestinari; affreschi di Giovanni Battista Cantalupi (1772), in sostituzione dei precedenti andati perduti                                  |            |            |                |
| XIII           |                         | San Francesco ignudo per le vie di Assisi                                     | Statue di Giuseppe Rusnati, con l'aiuto del luganese Bernardo Falconi; affreschi dei fratelli Giovanni Battista e Gerolamo Grandi e del pittore Federico Bianchi |            |            | Cappella XIII  |
| XIV            |                         | San Francesco davanti al Sultano d'Egitto                                     | Statue di Federico Ferrari |            |            | Cappella XIV   |
| XV             |                         | San Francesco riceve le stimmate sul monte Verna                              | Statue di Cristoforo Prestinari; gli affreschi originari furono rifatti integralmente dal pittore Riccardo Donino (1783)                                         |            |            |                |
| Cappella Nuova |                         |                                                                               | Costruita a fine Settecento per volere del nobile ortese Gerolamo Gemelli, non fu mai portata a termine                                                          |            |            |                |
| XVI            |                         | Ritorno di san Francesco ad Assisi                                            | Statue di Dionigi Bussola; affreschi di Stefano Maria Legnani detto il Legnanino                                                                                 |            |            | Cappella XVI   |
| XVII           |                         | Agonia e morte di san Francesco                                               | Statue di Dionigi Bussola; affreschi dei fratelli Nuvolone, con l'aiuto del pittore varesino Giovanni Battista Grandi                                            |            |            | Cappella XVII  |
| XVIII          |                         | Venerazione del sepolcro di san Francesco                                     | Statue di Giovanni d'Enrico |            |            |                |
| XIX            |                         | I miracoli sul sepolcro del santo                                             | Statue di Giuseppe Rusnati; affreschi di Antonio Busca |            |            |                |
| XX             |                         | Canonizzazione di san Francesco                                               | Statue di Dionigi Bussola; affreschi di Antonio Busca |            |            | Cappella XX    |